# Црква Светих Петра и Павла у Јагодини
Црква Светих Петра и Павла у Јагодини припада Епархији шумадијској Српске православне цркве. Представља непокретно културно добро као споменик културе, одлуом Владе Републике Србије број 633-4694/99 од 25. јануара 2000. године (Сл. Гл. РС бр. 5 од 17. фебруара 2000. год.).
Црква посвећена Светим апостолима Петру и Павлу, са звоником подигнута је у периоду од 1870. до 1899. године. Грађена је у нововизантијском стилу, у форми уписаног крста. Развијеног је облика са пет купола од којих је централна доминантна и ослоњена преко коцкастог постоља на четири масивна стуба са романским капителима.
Фасада је урађена комбинацијом двобојних појасева у малтеру у знак сећања на византијско композитно грађење. Западно прочеље је богато обрађено са балдахином ослоњеним на два рељефна пиластра и два мермерна стуба са рељефним капителима украшеним мотивима биљне вреже. Мотив западног прочеља је поновљен на северној и јужној страни. Звоник је по стилским и грађевинско- архитектонским карактеристикама истоветан цркви, висок 36,5m и завршава се осмостраном кришкастом куполом. Унурашњост цркве није живописана већ бојена, са флоралним и геометријским мотивима. Иконостас је дрвени, од ораховине, резбарен, са иконама из времена подизања објекта. Три галерије које поседује црква су украшене рељефом у облику геометријских мотива.

### Историјат
Црква је подигнута у периоду од 1896. до 1899. године. Када је подигнута била је друга црква у Јагодини, па је стога и названа новом црквом. Данас се црква Св. Петра и Павла налази у самом центру града али у време када је изграђене то је био обод вароши који се полако урбанизовао како се варош ширила у правцу железничке пруге. У време када је подигнута истицала се својом висином и дуги низ година је била највиша грађевина у Јагодини. Црква је била тешко оштећена у Другом светском рату. Приликом ослобађања града граната Црвене армије је оштетила централно кубе а совјетски војници су доста оштетили фасаду цркве пуцајући у цркву из митраљеза. Црква је обнављена средином 1950-их. Тек почетком 21. века је у потпуности живописана, освежена јој је фасада, добила је нови под, окречена је и реновирана.

### Стил и архитектура
Црква Св. апостола Петра и Павла је изграђена у неомаварском и неовизантијском архитектонском стилу. У основи има уписан равнострани крст. Има централно велико кубе, које се преко пандантифа ослања на четири масивна стуба у самој цркви. На четири стране од крста има четири мала кубета. Олтарска апсида је врло простана и широка. Унутрашњост цркве је подељена од попречних бродова трансепта стубовима који над собом носе и држе галерије изнад северног и јужног трансепта; изнад западних улазних врата налази се галерија која је дуго времена служила као место одакле су хорови певали на богослужењима. Спољашност цркве је, особито око улазних врата сва у каменој орнаментици. Изнад улазних врата је мали портик кога држе два елегантна и витка стуба са капителима на врху. Изнад вратних архиволти налазе се четвороделни велики прозори, који су издељени великим и витким колонелама од црвеног камена пешчара. Изнад прозора је у сегменту розета; и све делује ванредно складно и лепо. Читавом спољном дужином цркве протеже се канелура у плитком орнаменту од печене теракоте. Изнад малих прозора на певницама на олтарској ниши нема украса. Исте године када је подигнута црква, подигнут је и звоник и на њему намештен механизам за торањски сат. 
План за цркву је радио Душан Живановић, архитекта Министарства грађевина из Београда, по угледу на цркве архитекте Светозара Ивачковића. Мајстор предузимач је био Тодор Цолић из Крагујевца. Црквени благајници су били Петар Петковић, трговац из Јагодине и свештеник Петар Рашић. У цркви је израђен и диван иконостас у дуборезу од храстовог дрвета, дело београдског мајстора Милоша Влајковића. Иконе је уметнички израдио сликар Живко Југовић. Његов иконостас подсећа на барокно сликарство.